# Poul Mejer
Poul Mejer, né le 2 novembre 1931 à Vejle et mort le 9 janvier 2000, est un footballeur international danois. Il évoluait au poste d'ailier.

## Biographie

### En club
Poul Mejer est joueur du Vejle BK de 1950 à 1966,,.
Avec le Vejle BK, il réalise le doublé Coupe/Champion du Danemark en 1958.
Il remporte la coupe nationale à nouveau en 1959.
En compétitions européennes, il dispute un match de Coupe des villes de foire pour aucun but marqué.

### En équipe nationale
International danois, il reçoit deux sélections pour aucun but marqué en équipe du Danemark en 1961 et 1962,.
Son premier match en sélection a lieu le 28 mai 1961 en amical contre l'Allemagne de l'Est (match nul 1-1 à Copenhague).
Son deuxième et dernier match en sélection a lieu le 23 mai 1962 à nouveau contre la RDA (défaite 1-4 à Leipzig) en amical.

## Palmarès
| Vejle BK - Championnat du Danemark (1) : - Champion : 1958. - Coupe du Danemark (2) : - Vainqueur : 1958 et 1959. |  | Danemark - Jeux olympiques : - Argent : 1960. |